# Szwelice
Szwelice – wieś sołecka w Polsce położona w województwie mazowieckim, w powiecie makowskim, w gminie Karniewo.
Wieś duchowna położona była w drugiej połowie XVI wieku w powiecie makowskim ziemi różańskiej województwa mazowieckiego. W 1785 roku wchodziła w skład klucza czarnostowskiego biskupstwa płockiego. W latach 1975–1998 miejscowość administracyjnie należała do województwa ciechanowskiego.
We wsi znajduje się kościół, ochotnicza straż pożarna oraz szkoła podstawowa. Do 2000 roku istniała poczta Szwelice(kod 06-423), później obowiązki doręczania listów przejęła poczta w Karniewie (06-425).
Wieś Szwelice od 1230 r. stanowiła własność biskupstwa płockiego i należała do parafii Karniewo. Parafię w Szwelicach erygował w 1402 r. bp Jakub, który w 1418 r. uzyskał dla niej odpusty papieskie. Kościół pod wezwaniem św. Wawrzyńca wzmiankowany był w 1491 r. wraz z proboszczem szwelickim Stanisławem.
Około 1600 r. bp Wojciech Baranowski zbudował nowy drewniany kościół z dwiema bocznymi kaplicami; kościół był konsekrowany i posiadał trzy ołtarze. W 1771 r. świątynia spłonęła. Nowy drewniany kościół wystawił miejscowy proboszcz ks. Kazimierz Szczepkowski, a konsekrował go bp Hilary Szembek w 1790 r. W 1944 r. wskutek działań wojennych kościół został zniszczony. Przez kilkanaście lat nabożeństwa odprawiane były w prowizorycznym baraku.
Obecny, murowany kościół z kamienia polnego, w stylu neoromańskim, według projektu architekta Stanisława Marzyńskiego, wybudował w latach 1957-1963 ks. Witold Biały.
Straż pożarna została założona w 1923 roku. Obecnie posiada jeden wóz bojowy i 40 członków.